# Перекрёстки (фонд)

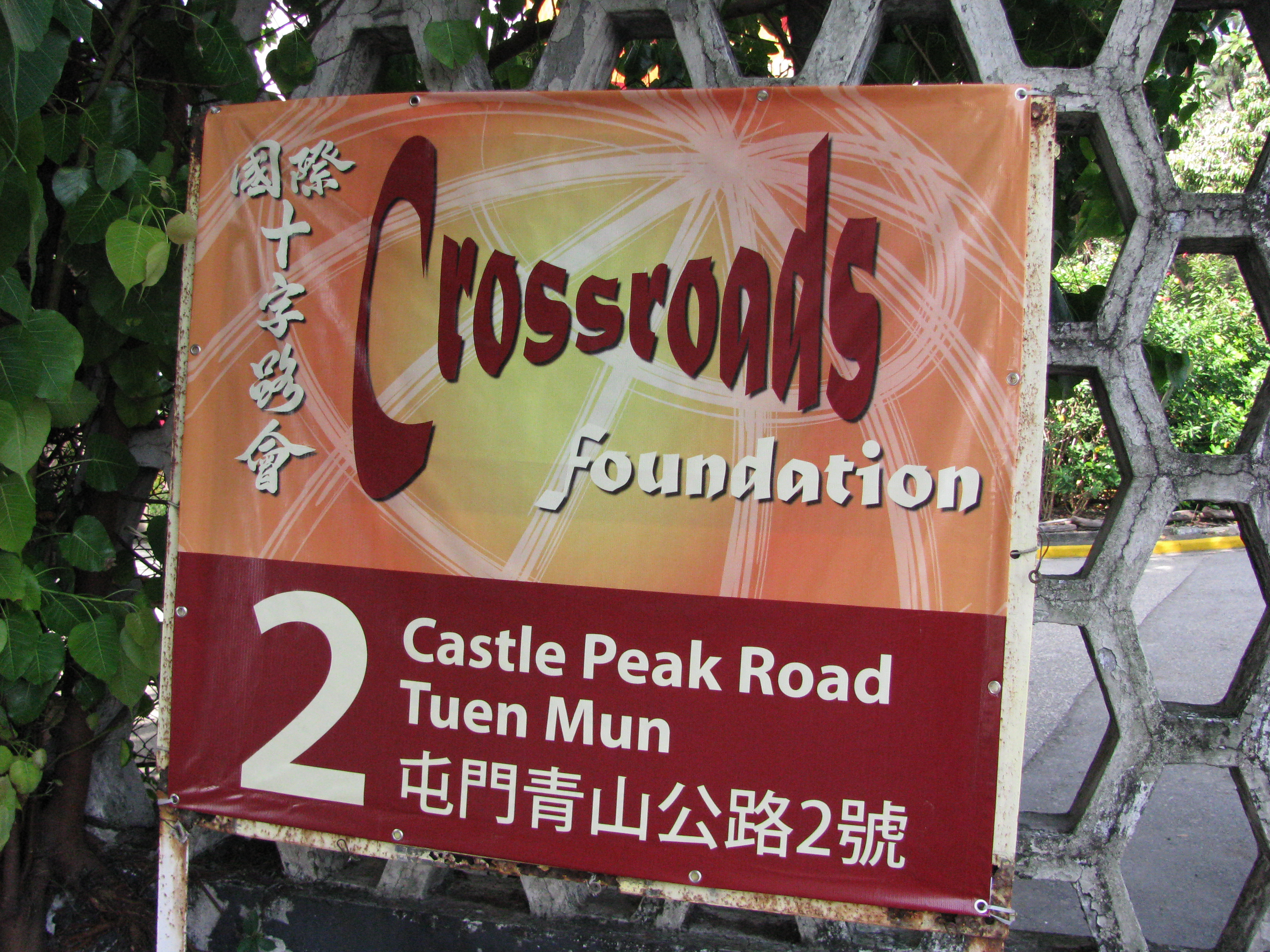
Плакат фонда у входа в офис

Фонд «Перекрёстки» (Crossroads Foundation, 國際十字路會) — гонконгская некоммерческая организация в сфере благотворительности и поддержки социального предпринимательства, которая занимается объединением ресурсов и людей, нуждающихся в помощи. Штаб-квартира расположена в округе Тхюньмунь. Фонд собирает в Гонконге качественные излишние или подержанные вещи, при необходимости обновляет их и распределяет среди нуждающихся (Global Distribution). Также фонд «Перекрёстки» работает в сфере программ моделирования (Global X-Perience), когда обычные люди ненадолго оказываются «в шкуре» городских бедняков, беженцев, ВИЧ-инфицированных и слепых, поддерживает справедливую торговлю и социальное предпринимательство через продажу кустарных изделий, произведённых бедняками (Global Handicrafts), и через Silk Road Cafe. Программа Global Hand служит площадкой, где компании и отдельные бизнесмены могут установить партнёрские отношения с некоммерческими организациями для дальнейшей совместной работы (офисы в Гонконге и Великобритании).
Фонд, в отличие от посредников, которые зарабатывают на изделиях ремесленников и кустарей основную часть прибыли, через программу Global Handicrafts закупает в странах третьего мира товары по справедливым ценам и продаёт их с минимальной наценкой. В Silk Road Cafe продаются продукты, выращенные бедняками и купленные у них на принципах справедливой торговли. Основной базой Crossroads Foundation в Гонконге служат бывшие казармы британской военной базы. 60 % пожертвованных товаров распределяется в Гонконге, остальные направляются в более чем 90 стран мира. 

## История

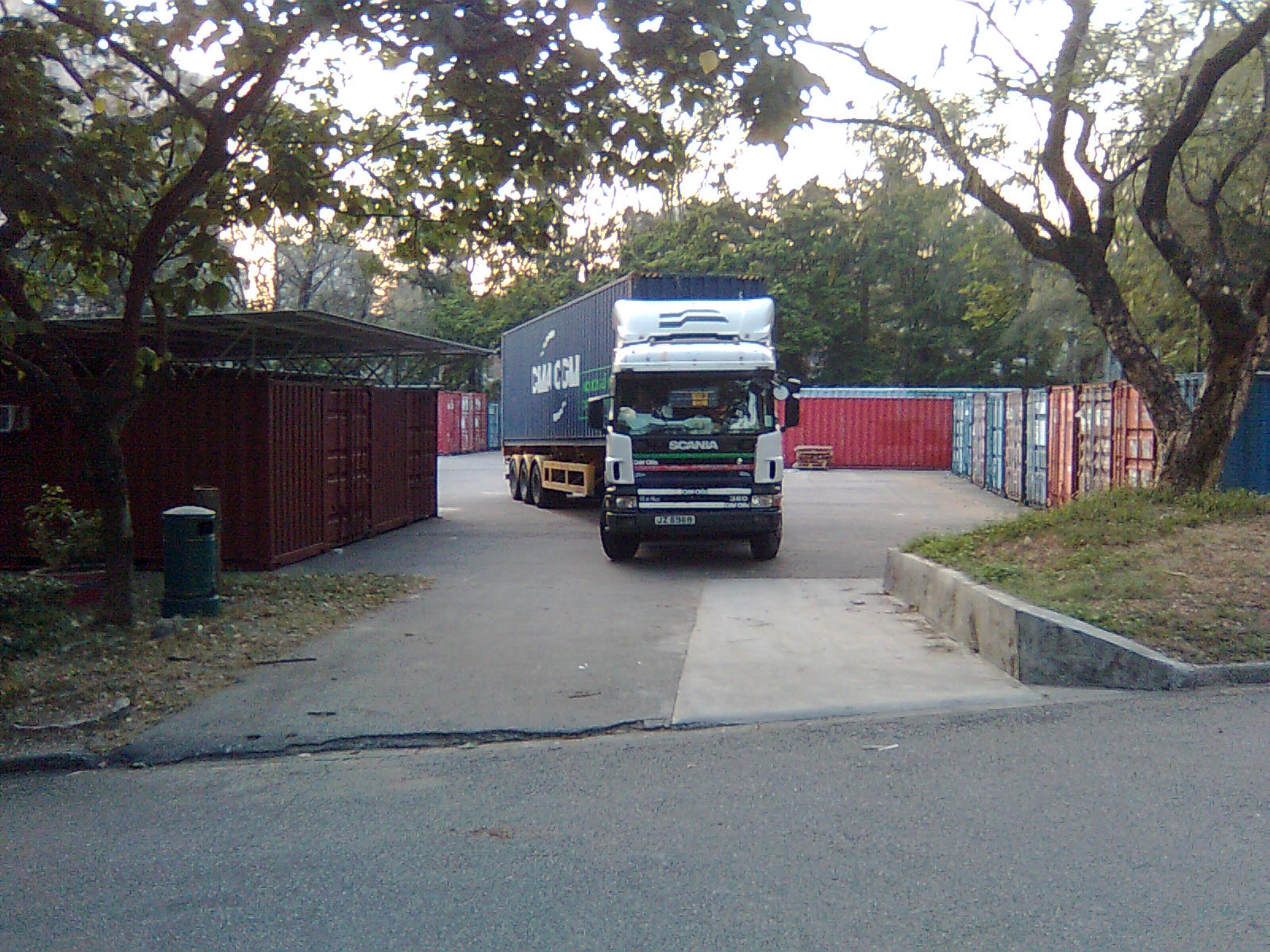
Контейнерная площадка фонда

В 1995 году гонконгские добровольцы отправили жертвам наводнения в Северном Китае первую партию тёплых вещей и другой гуманитарной помощи. Когда организация выросла и официально зарегистрировалась, власти Гонконга выделили ей помещения для хранения собранных пожертвований. Со временем фонд открыл большую контейнерную площадку и несколько складов, на которых хранятся и распределяются пожертвования: одежда, обувь, матрасы, одеяла, игрушки, книги, канцтовары, мебель, компьютеры, офисное оборудование, электробытовые приборы, предметы домашнего обихода, лекарства и медицинские товары. Штат организации вырос с двух человек в 1995 году до 70 сотрудников, не считая многочисленных волонтёров.
Удачно запустив онлайн-площадку Global Hand, которая помогала кооперироваться международным компаниям и неправительственным благотворительным организациям, фонд интегрировал этот проект в структуру ООН. После поставки партии швейных машинок беженцам Сербии фонд запустил новый проект Global Handicrafts, направленный на развитие справедливой торговли и сбыт товаров, произведённых бедняками (сегодня структуры фонда продают по справедливой цене серёжки, изготовленные из пуль в Камбодже, сумки, изготовленные индийскими женщинами, которые вырвались из сексуального рабства, различные драгоценности, изготовленные жертвами войн в Африке).
В 2005 году фонд предложил бизнесменам смоделировать на себя ситуацию крайней бедности: убирать кучи мусора и строить трущобы. После этого был запущен проект Global X-Perience, когда обычные люди испытывают на себе жизнь в бедности, во время войны, без чистой воды и еды, жизнь ВИЧ-инфицированных и слепых. После прохождения программы люди обсуждают, чем они могут помочь фонду и нуждающимся. Ежегодно по просьбе Управления Верховного комиссара ООН по делам беженцев команда проекта Global X-Perience во время Всемирного экономического форума моделирует для мировых лидеров ситуацию с побегом беженцев.